# Eupithecia orbaria
Eupithecia orbaria là một loài bướm đêm trong họ Geometridae.